# Puerto General San Martín
Puerto General San Martín est une petite ville de la province de Santa Fe, en Argentine, située dans la zone métropolitaine du Grand Rosario, à environ 35 km au nord du centre de la ville de Rosario, sur la rive ouest du fleuve Rio Paraná. Elle compte 13 243 habitants selon le recensement de 2010.
La ville est située sur un port naturel d’excellente qualité, avec un ravin abrupt et une grande profondeur (dragué jusqu’à 10 m en 2006), c’est le dernier port en eau profonde compatible Panamax sur le Paraná). La ville abrite un complexe industriel et un important terminal commercial pour les exportations agricoles (céréales, huiles végétales, etc.), gérant 50% des exportations argentines de soja. Le développement industriel et agricole, consécutif à la reprise rapide après la crise économique argentine de la fin des années 1990, est cependant une source importante de pollution.

## Historique
Le fondateur reconnu de la ville était Guillermo Kirk, un immigrant écossais qui est venu en Argentine en 1866 et est devenu un agriculteur, travaillant principalement dans les cultures céréalières. Le 7 avril 1879, Kirk acheta quelques portions de terre sur la rive de la rivière Paraná, dans le but d’établir un village et de consacrer le reste des terres à l’agriculture. En 1888, Kirk envoya une lettre au gouverneur de la province proposant cette idée, appelant la ville Linda Vista (« Nice View ») et joignant un plan. Le gouvernement a approuvé les documents nécessaires le 16 février 1889, décidant le nom de Kirkton. En fin de compte, la ville n’a pas été construite sur le site proposé, et Kirk est retourné en Écosse en 1898, après la mort de sa femme argentine.
Puerto General San Martín est officiellement devenue une ville en 1987. Le nom actuel est un hommage au général José de San Martín, chef de la guerre d'indépendance de l'Argentine contre l’Espagne et libérateur de plusieurs autres pays d’Amérique du Sud. Le nom est souvent abrégé en Puerto San Martín ou (par ses résidents) simplement Puerto.